# Nysa, Polonia
Nysa (Neisse în germană) este un oraș în Voievodatul Opole din Polonia. Are o populație de 52.000 locuitori (2004) și o suprafață de 27,4 km².

## Personalități născute aici
- Sigismund Freyer (1881 - 1944), sportiv olimpic la călărie;
- Rudolf Fränkel (1901 - 1974), arhitect german-evreu;
- Konrad Bloch (1912 - 2000), biochimist, Premiul Nobel pentru Medicină.